# Bathymaster leurolepis
Bathymaster leurolepis är en fiskart som beskrevs av Mcphail, 1965. Bathymaster leurolepis ingår i släktet Bathymaster och familjen Bathymasteridae. Inga underarter finns listade.